# Galerucella grisescens
Galerucella grisescens  (лат.) — вид листоедов (Chrysomelidae) из подсемейства козявок (Galerucinae).

## Распространение
Встречается в палеарктическом регионе от островов Британии до Японии.

## Экология и местообитания
Кормовые растения и имаго и личинки — листья водокраса лягушачьего (Hydrocharis morsus-ranae), вербейника обыкновенного (Lysimachia vulgaris), и некоторых представителей родов Hypericum и Juncus.